# قائمة تصاميم حمالات الصدر

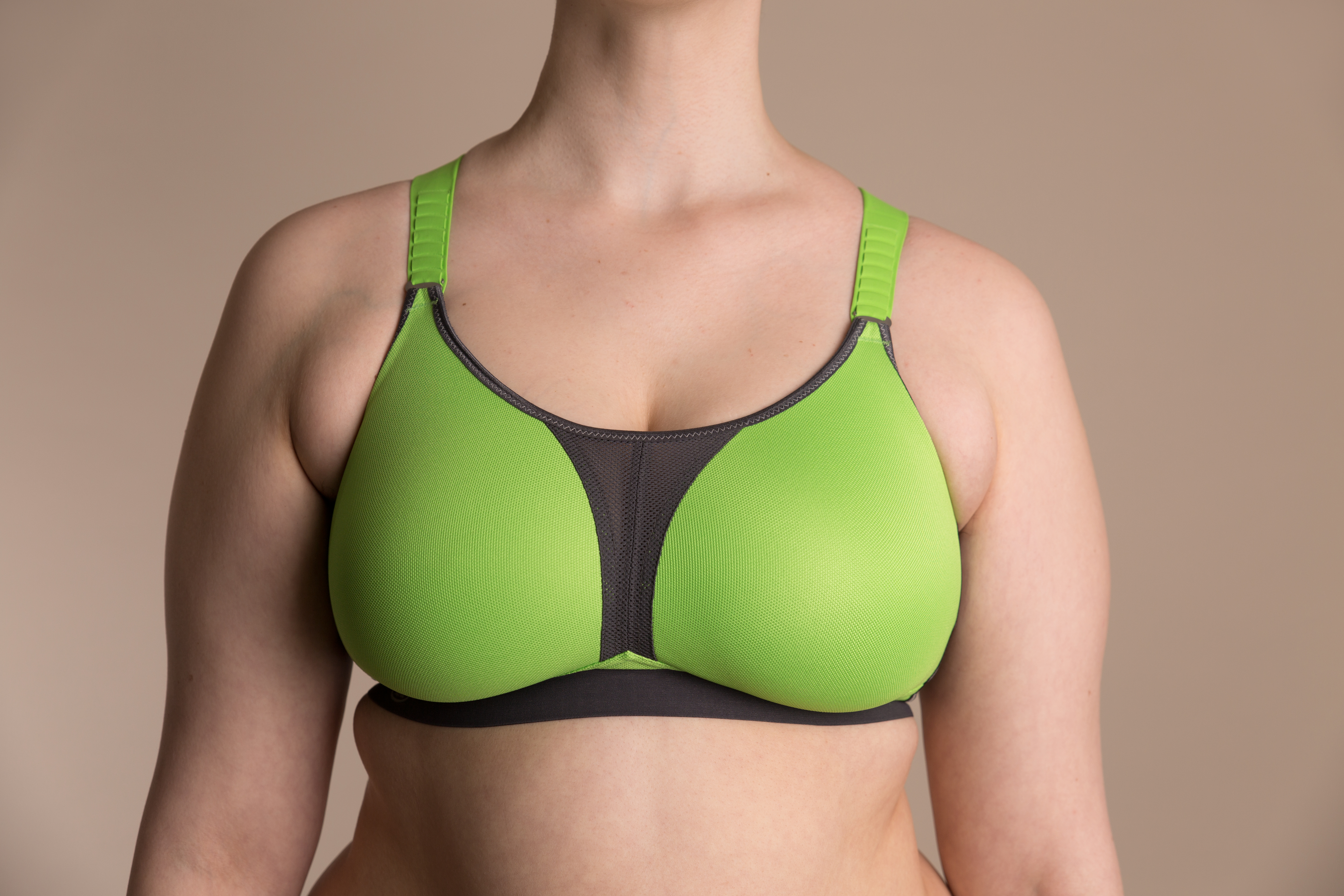
حمالة صدر رياضية

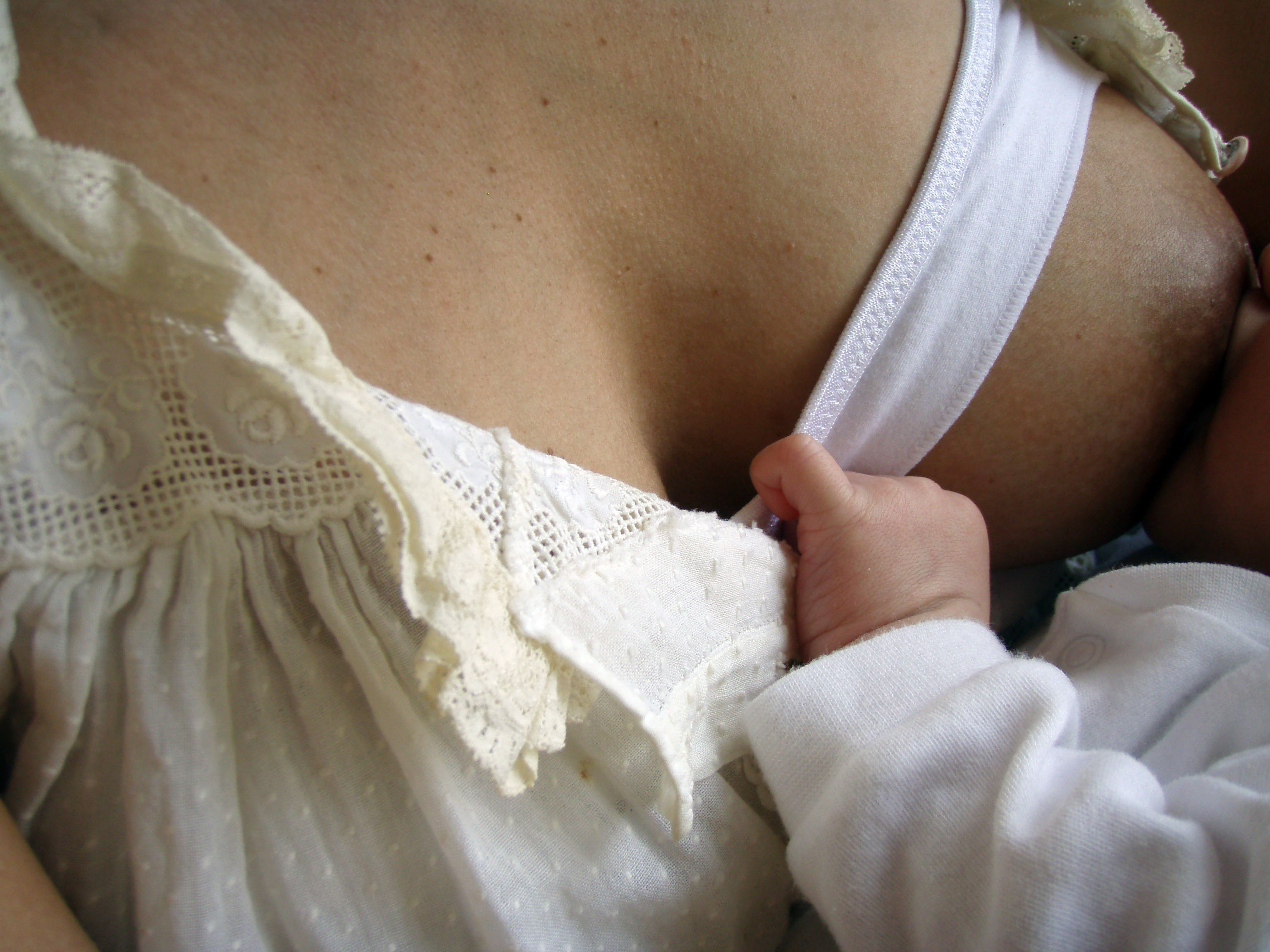
حمالة صدر مخصصة للإرضاع

هناك العديد من تصاميم حمالات الصدر المناسبة لمختلف الأعمال والإعدادات الاجتماعية، ومناسبة للارتداء بغض النظر عن نوع الملابس الخارجية. تختلف أشكال حمالات الصدر وتغطيتها ووظيفتها وملاءمتها وصناعتها وموضتها ولونها. تُصمم بعض الحمالات لتوفر دعمًا عمليًا وتغطية، بينما تُخصص تصاميم أخرى لجعل الحمالات تبدو جذابة ومثيرة جنسيًا عن عمد.
تتغير أنواع تصاميم الصناعات باستمرار. لا يوجد نظام واحد لتصنيف حمالات الصدر، فتُصنع الحمالات بمختلف التصاميم، يُنص على بعضها في هذه المقالة، وغيرها مثل حمالات الصدر الزفافية، وحمالات الصدر فائقة الحجم، وحمالات الصدر المصنوعة من الجلد، وحمالات الرقص الشرقي. تحقق أغلب حمالات الصدر أكثر من وظيفة، مثل الحمالات البلكونية.

## قائمة بمصطلحات تصاميم حمالات الصدر
ملتصقة: توصف في بعض الأحيان بأنها عديمة الظهر أو بلا حمالة أو حمالات صدر مغروسة. تُصنع تلك الحمالات غالبًا من السيليكون أو البولي يوريثان أو مواد شبيهة بهما، وتلتصقان بالجزء السفلي من حمالات الصدر باستخدام مادة لاصقة طبية. توفر بعض النسخ منها قطعة واحدة لكل ثدي. ربما يُعاد استخدامهما لفترة من الزمن لتوفير بعض الدعم. تلك الحمالات مناسبة للملابس الخارجية عديمة الظهر أو التي بلا حمالات خارجية، أو يمكن استخدامها بديلًا لعدم ارتداء حمالات صدر بالكامل.
- عديمة الظهر: مناسبة للأكتاف العارية مثل فستان السهرة عديم الظهر الذي يُظهر ظهر المرأة.[5]
- بلكونية: وتُعرف في بعض الأحيان باسم حمالات الرف. تطابق بعض المصادر بينها وبين الحمالات البلكونية. ترفع تلك الحمالات الثديين لتحسين مظهرهما وشكلهما وتشطرهما. توفر بعض النُسخ الكاشفة من الحمالات النصفية، القليل من التغطية أو لا توفر تغطية على الإطلاق. يشير هذا الاسم «البلكونة الصغيرة» إلى الشكل، ويُعتقد في بعض الأحيان، أن الاسم مستمد من مفهوم أن الحمالات غير ظاهرة من أعلاها، كأن الثديين ينظران من الشرفة أو البلكونة. صُممت تلك الحمالات للمرة الأولى في الولايات المتحدة نحو عام 1938، وظهرت في الموضة العامة في خمسينيات القرن الماضي. تُقارن تلك الحمالات بالحمالات الإنائية الكاملة أو الحمالات نصفية الإناء.
- حمالات مدعمة بأسلاك: تحتوي سلكًا رقيقًا شبه دائريّ مصنوع من مادة قاسية ومُركّب ضمن نسيج حمالة الصدر. يساعد السلك على رفع وتباعد وتحسين ودعم ثدي المرأة.
- شُرفية: تتشابه مع البلكونية أو النصفية، ولكن الجوانب أكثر ارتفاعًا والواجهة منخفضة ومظهرة لمزيد من التشطر [6]
- باندو: شريط بسيط من مادة ثوبية، عادة قابلة للتمدد، تُلبس حول الثديين. تناسب الثدي الصغير، تحتوي في بعض الأحيان على إناء داخلي، ولكنها توفر القليل من الدعم وجمال الهيئة. يمكن استخدام قطع من الثياب لتثبيت الثديين في مكانهما.[7]
- راقصة: يعتبر البعض هذا النوع مشابه للحمالات الطبيعية. يُقصد بهذا النوع من الحمالات تغطية الصدر جيدًا.[8]
- براليت: تصميم بسيط، بلون أبيض خفيف، بإناء ناعم قليل التغطية، من نوع البلوفر. يُغطى به الثديين، ولكنه يوفر القليل من الدعم، هذا إذا وفر أي دعم على الإطلاق،[9] ويناسب الأثداء الصغيرة. يُباع في بعص الحالات متصلًا بقميص.[10] تستخدم البنات هذا النوع من حمالات الصدر في فترة ما قبل المراهقة، كنوع من الحمالات التدريبية لإخفاء الأثداء والحلمات النامية. يشابه الباندو.[11]
- زفافية: مصممة للارتداء خلف زي الزفاف، وغالبًا ما تكون بلا حمالات أو لاصقة أو متصلة بكورسيه. ربما تشمل أيضًا دانتلة أو تطريز لتحسين تجربة ليالي الزفاف.[5]
- مدمجة: توصف في بعض الأحيان أنها حمالات الرف، بالرغم من اختلافها عن حمالات الرف. تُدمج هذه الحمالات في الثياب الخارجية مثل لباس السباحة أو القمصان بلا أكمام. بعض تلك الحمالات قابل للفصل. توفر دعمًا للثديين مثل حمالات الصدر باستخدام شريط أفقي مرن مثل الباندو، بالرغم من تشكلها على هيئة إناء وسلك مدعم.[7]
- بندقية: حمالات كاملة الدعم ولها إناء في شكل سطح مكافئ محوره عمودي على الثدي. تتميز الحمالات البندقية بوجود دوائر أو حلزونات للتزيين تتمركز حول الحلمات. اختُرع هذا النوع في آخر الأربعينيات، واشتهر في الخمسينيات بسبب «فتاة المعطف».[12] ارتدت مادونا حمالات بندقية من تصميم جان بول غولتييه أثناء جولتها بعنوان طموحات شقراء.[12]
- مغلفة: يُشار إليها غالبًا بلقب حمالات مصبوبة أو مصبوبة الإناء، باستثناء وجود سلك داخلي فيها لا نراه في الحمالات المصبوبة. تحتوي الحمالات المغلفة على اناءات مستمرة مجهزة مسبقًا، تحتوي على رغوة أو أغلفة أخرى للمساعدة في تحديد شكل الإناء والإمساك به، حتى في حالة عدم ارتدائها. ربما توجد في شكل الإناء الكامل أو النصفي أو الشادة أو غيرها. تكون تلك الحمالات مفيدة للسيدات ذوات الثديين غير المتناظرين (وهو أمر شائع تصل نسبته لـ25% من السيدات، أو في حالة اختلاف شكل الحلمات أو كبر حجمها).
- قابلة للطي: يمكن فصل الحمالات وإعادة تشكيلها تبعًا للثياب الخارجية المستخدمة. تشمل أشكال الحمالات البديلة الشكل التقليدي لها على الأكتاف، أو المتقاطعة أو بلا حمالات، أو المربوطة أو ذات الكتف الواحد.
- حمالات مخصصة للإرضاع: تكون مصممة بدعم إضافي للنساء اللواتي يرضعنَ أطفالهن، لتسمح لهن بعملية إرضاع مريحة من دون الاضطرار لخلع الحمّالة.
- نصفية الإناء: هي حمالة صدر ذات إناء جزئي تغطي نصف الثدي أو ثلاثة أرباعه، وتقيم شطرًا بين الثديين رافعة إياهما. تُصمم أغلب الحمالات النصفية بميل بسيط يدفع الثديين إلى المركز لإظهار التشطر بينهما. تتصل الحمالات بالحافة الخارجية للإناء. تُعرِّف صناعة اللانجيري الحمالات النصفية بأنها تغطي بوصة واحدة (25 مم) فوق الحلمة. يكون السلك الداخلي المستخدم قصيرًا ويُشكل «U» ضحلة تحت الإناء. يتناسب مع الثياب المقورة.[7]
- على الموضة: هذا النوع من حمالات الصدر يركز على مظهر وأناقة الحمالة. يتميز هذا النوع بالزينة والألوان، ويتاح في أشكال مختلفة من المذكورة هنا.
- مغلقة أماميًا: لها مقبض فردي غير قابل للتعديل، موجود في مركز مادة الحمالة بين الثديين.
- كاملة التدعيم: تعرف في بعض الأحيان باسم كاملة التغطية أو إضافية الحجم. هو نوع عملي من التصاميم لدعم الأثداء الكبيرة. تتكون تلك الحمالات من مواد قوية ومرنة للتدعيم، وسلك داخلي متماسك. تتميز تلك الحمالات بحمالة كتف عريضة وأزرار مثل الخطاف-العين.
- نصفية: انظر الحمالات نصفية الإناء بالأعلى.
- صلبة الإناء: تُصمم من أجل أمان الثدي.
- حمالات تدريبية: تكون معدة للباس خلال فترة البلوغ عندما تكون أثداء الفتيات ليست كبيرة بما يكفي لتناسب حمالات الصدر ذات الأحجام القياسية.
- طويلة التغطية: تمتد من الصدر حتى الخصر، لتوفير مزيد من التحكم بالبطن وتنعيم قوام المرأة. توزع الدعم في كامل قوام المرأة بدلا من الأكتاف فقط.[5]
- ذكرية: يرتديها الذكور ذوي الأثداء الكبيرة. تُصمم تلك الحمالات لحجب ثدي الرجال وتسطيحه بدلًا من رفعه وتدعيمه.
- حمالات لإزالة الصدر: تُصمم لحمل الثدي الترقيعي الصناعي الذي يحاكي الثدي الحقيقي. مناسب لحالات استئصال الثدي.[1]
- حمالات الأمومة: عبارة عن حمالات كاملة الإناء لها حمالات أكتاف عريضة لتدعيم كامل للثدي وتقليل ثقله. يُقصد بها أن ترتديها النساء في فترة الحمل. يستخدم التصميم العملي مصنوعات مريحة لتقليل الضيق. ربما تقبل التعديل للسماح بتمدد حجم الإناء مع تقدم الحمل. يُشار إليها في بعض الأوقات بحمالات الرضاعة؛ إذ ترتديها النساء في فترة الوضع، ولكنها لا تستخدم أجزاء قابلة للإزالة مثل حمالات الرضاعة الحقيقية، ولا تستخدم إناء يسهل من عملية رضاعة الرضيع.[7]
- حمالات رياضية: تُصمم للأنشطة الرياضية لتوفير تدعيم قوي وتقليل حركة الثدي أثناء التمرين. هناك العديد من التصاميم مناسبة للتمرينات الرياضية، من اليوغا حتى الركض. تُصنع تلك الحمالات من مواد قابلة للتمدد، ومواد ماصة مثل الليكرا، وتُصمم لتقليل التهابات الجلد أثناء ممارسة التمرين.